# Воютичи
Воютичи (укр. Воютичі) — село в Бисковичской сельской общине Самборского района Львовской области Украины.

## История
В начале 1890х годов это было селение с винокуренным заводом, ветряной мельницей и однолетней начальной школой.
После окончания боевых действий советско-польской войны до сентября 1939 года находилось в составе Львовского воеводства Польши. В ходе Великой Отечественной войны в 1941—1944 гг. находилось под немецкой оккупацией.
В июле 1995 года Кабинет министров Украины утвердил решение о приватизации находившегося здесь совхоза.
Население по переписи 2001 года составляло 2099 человек.

## Экономика
- спиртзавод[3] (в декабре 2020 он был приватизирован)[4].